# قطعنامه ۱۶۱۹ شورای امنیت
قطعنامه  ۱۶۱۹ شورای امنیت سازمان ملل متحد که در تاریخ ۱۱ اوت ۲۰۰۵ تصویب شد، سندی بین‌المللی دربارهٔ بررسی وضعیت در مورد عراق است. این قطعنامه طی نشست ۵۲۴۷ام با ۱۵ رای موافق، ۰ مخالف و ۰ ممتنع تصویب شد.